# Bernardito Auza
Bernardito "Barney" Cleopas Auza (Balintawak, Talibon, Bohol, Filipines, 10 de juny de 1959) és un arquebisbe filipí, membre dels serveis diplomàtics de la Santa Seu, és nunci apostòlic davant la UE des de maig de 2025. Abans, ha sigut Nunci apostòlic a Espanya i Andorra entre 2019 i 2025.

## Biografia

### Infantesa i educació
Nascut el 10 de juny de 1959 a Balintawak, Filipines, és el vuitè d'una família de dotze fills. Els seus pares són Meliton Garcia Auza i Magdalena Polestico Cleopas. Després d'una educació primària a Talibon, entra al Immaculate Heart of Mary Seminary a Tagbilaran. Va estudiar a continuació a la Universitat de Santo Tomás a Manila, on es va llicenciar en filosofia l'any 1981, en teologia l'any 1986, on va fer un màster en Educació l'any 1986.
Auza va ser ordenat pel Bisbe Daniel Francis Walshel 29 de juny de 1985.
Posteriorment, fou enviat a la Universitat Pontifícia de Sant Tomàs d'Aquino a Roma, on obtingué una llicenciatura en dret canònic l'any 1989, un doctorat en teologia sagrada l'any 1990, a continuació a l'Acadèmia pontifícia eclesiàstica, on acaba els seus estudis diplomàtics i lingüístics.

### Començament de carrera diplomàtica
Representa la Santa Seu a Madagascar i al Sud de l'Oceà Indic (1990-93), a Bulgària (1993-96), a Albània (1997-98), a continuació treballa al Secretariat d'Estat del Vaticà, a la secció per a les relacions amb els Estats, equivalent del « Ministeri dels Afers estrangers », de 1999 a 2006, a continuació a la missió permanent de la Santa Seu a l'ONU (2006-2008).

### Episcopat
Auza va ser nomenat arquebisbe titular de Suacia el 8 de maig de 2008, i el mateix dia, Nunci apostòlic a Haití. Fou consagrat bisbe el 3 de juliol de 2008 pel cardenal secretari d'Estat Tarcisio Bertone. Els principals co-consagradors van ser Ivan Dias, el cardenal prefecte de la Congregació per a l'Evangelització dels Pobles, i Jean-Louis Tauran, el cardenal president del Consell Pontifici per al Diàleg Interreligiós. Després de la mort del bisbe Joseph Serge Miot, després del Terratrèmol d'Haití del 2010, fou administrador apostòlic de l'arxidiòcesi de Port-au-Prince durant un any.
L'1 de juliol 2014, Monsenyor Auza fou nomenat observador permanent a prop de l'organització de les Nacions Unides a Nova York pel papa Francesc, reemplaçant Francis Chullikatt.
L'abril de 2017, denuncià el concepte de bomba demogràfica, que no és responsable de la pobresa segons el Vaticà. Al maig de 2017, declara a l'ONU que « la idolatria dels diners porta a negligir els pobres ».
L'1 d'octubre de 2019 fou nomenat Nunci apostòlic a Espanya i a Andorra, mantingué el càrrec fins al 2025, quan fou nomenat nunci apostòlic a la Unió Europea.